# Echoes
A Echoes a Chandeen nevű német együttes hatodik nagylemeze, mely 2003-ban jelent meg a Kalinkaland Records kiadásában.

## Az album dalai
1. Indian Summer – 2:15
2. Echoes – 4:28
3. A Dream Within A Dream – 5:02
4. In The Forest – 4:07
5. Drawn By The Sea – 3:58
6. Impressions – La Fruite De La Lune – 5:38
7. Call Of The Banshees – 4:08
8. The Dream – 3:41
9. Red Blood, Blue Soul – 3:54
10. Tangled Sheen – 1:45

### Más kiadások
Az album Brazíliában a Hellion Records kiadásában jelent meg, melyben bónuszként a „Fire & Water”, „One Last View” és a „Red Letter Days” klipjei is helyet kaptak. Az Amerikai Egyesült Államokban a Project Records adta ki a lemezt.

## Közreműködők
- Harald Löwy – ének, gitár, zongora
- Antje Schulz – ének